# 3,4-亞甲二氧-N-乙基苯丙胺
3,4-亞甲二氧-N-乙基苯丙胺（MDEA，也稱MDE），是一种神經興奮及迷幻移情精神药物。MDEA是取代苯丙胺和取代亚甲二氧基苯乙胺的一種。MDEA可作血清素、去甲肾上腺素、多巴胺释放剂和再摄取抑制剂。
大多数国家拥有MDEA是違法的，唯進行科学和医学研究為例外。

## 用途

### 醫療
MDEA暫未有認可的医疗用途。

### 娛樂
MDEA與MDMA（摇头丸的主要成分）類似，但MDEA較溫和，藥效持續時間較短。亚历山大·舒尔金研究指需要高劑量MDEA才能感到興奮。口服、娱乐用剂量MDEA約在100到200毫克之間。MDEA較少用作搖頭丸的掺假物，1990年代研究发现只有约4%的摇头丸片剂摻有MDEA。

## 历史、社会和文化
亚历山大·舒尔金在1960年代进行亚甲二氧基化合物相關研究。1967年，舒尔金的实验室筆記裏提及一位同事报告：100毫克MDEA對人體沒有作用。舒尔金后来在著作《PiHKAL》中描述了这种物质。
1985年，由於美國定性MDMA為毒品，MDEA成爲了MDMA的合法替代品。1987年8月13日，根据《聯邦類似物法》，MDEA被列入《第一类化学品列表》。

## 不良反應
有記錄的不良反应包括：
- 高熱[2]
- 瞳孔放大[2]
- 食欲不振[1]

## 过量服用
过量服用MDEA可能會導致以下症状：
- 弥散性血管内凝血[2]
- 肌肉僵硬[2]
- 横纹肌溶解症[2]
- 抽搐[2]
- 心跳过速[2]
- 低血压[2]
- 出汗[2]

## 合成方法
MDEA通常由黄樟素或胡椒醛等精油合成。